# Kris Meeke
Kris Meeke (2. července 1979 Dungannon) je severoirský automobilový závodník, který závodil ve WRC. Je vítězem Intercontinental Rally Challenge z roku 2009. Jeho posledním navigátorem byl Sebastian Marshall.

## Vítězství

### Vítězství ve WRC
| No. | Podnik                                  | Sezóna | Spolujezdec | Vůz             |
| --- | --------------------------------------- | ------ | ----------- | --------------- |
| 1   | 35th Rally Argentina                    | 2015   | Paul Nagle  | Citroën DS3 WRC |
| 2   | 50º Rally de Portugal                   | 2016   | Paul Nagle  | Citroën DS3 WRC |
| 3   | 66th Rally Finland                      | 2016   | Paul Nagle  | Citroën DS3 WRC |
| 4   | 31º Rally Guanajuato México             | 2017   | Paul Nagle  | Citroën C3 WRC  |
| 5   | 53° RallyRACC Catalunya - Costa Daurada | 2017   | Paul Nagle  | Citroën C3 WRC  |

### Vítězství v JWRC
| No. | Podnik                                 | Sezóna | Spolujezdec     | Vůz              |
| --- | -------------------------------------- | ------ | --------------- | ---------------- |
| 1   | 73ème Rallye Automobile de Monte-Carlo | 2005   | Chris Patterson | Citroën C2 S1600 |
| 2   | 25. Rallye Deutschland                 | 2006   | Glenn Patterson | Citroën C2 S1600 |

### Vítězství v IRC
| No. | Podnik                              | Sezóna | Spolujezdec | Vůz               |
| --- | ----------------------------------- | ------ | ----------- | ----------------- |
| 1   | 29. Rally Internacional de Curitiba | 2009   | Paul Nagle  | Peugeot 207 S2000 |
| 2   | 44. SATA Rallye Açores              | 2009   | Paul Nagle  | Peugeot 207 S2000 |
| 3   | 45. Belgium Ypres Westhoek Rally    | 2009   | Paul Nagle  | Peugeot 207 S2000 |
| 4   | 51° Rallye Sanremo                  | 2009   | Paul Nagle  | Peugeot 207 S2000 |
| 5   | 30. Rally Internacional de Curitiba | 2010   | Paul Nagle  | Peugeot 207 S2000 |